# La Vénus à la fourrure
La Vénus à la fourrure is een Frans-Poolse dramafilm uit 2013 onder regie van Roman Polański. Het verhaal hiervan is gebaseerd op het Amerikaanse theaterstuk Venus in Fur van David Ives uit 2010. Een toneelstuk waarin op zijn beurt een toneelstuk wordt gebracht gebaseerd op de novelle uit 1870 Venus im Pelz van de Oostenrijkse schrijver Leopold von Sacher-Masoch.
De film was opgenomen in de officiële competitie voor de Gouden Palm op het 66ste Filmfestival van Cannes in 2013 maar werd niet de laureaat. Bij de 39ste Césaruitreiking op 28 februari 2014 had de film zeven nominaties voor een César: beste film, beste regisseur, beste actrice, beste acteur, beste bewerkt script, beste filmmuziek en beste geluid. Hierbij werd uiteindelijk evenwel enkel Polański gelauwerd als beste regisseur.

## Verhaal
Thomas Novacheck is de schrijver en regisseur van een toneelstuk. Het betreft een adaptatie van Venus im Pelz van Leopold von Sacher-Masoch. Na een hele dag audities in een Parijs theater om een geschikte actrice te vinden voor de vrouwelijke hoofdrol van Wanda von Dunayev, beklaagt de regisseur zich over de moeilijke zoektocht in een telefonisch contact wanneer een actrice die laattijdig binnenvalt hem onderbreekt en eist haar ook toe te laten tot de auditie. Thomas is geërgerd door het optreden van de hem als banaal, vulgair en gedachteloos overkomende actrice. Vanda Jourdain bewijst evenwel dat ze niet enkel haar tekst vlekkeloos kent, maar die ook perfect weet te interpreteren en inzicht toont in de rol. Naarmate de auditie vordert, verandert Thomas zijn eerste aversie in sympathie en vervolgens in een obsessie voor deze actrice. De macht is snel gekeerd van de auditie afnemende regisseur naar de alle aandacht opzuigende actrice, net zoals het ook in de novelle van Von Sacher-Masoch gebeurt.

## Rolverdeling
- Emmanuelle Seigner als Vanda Jourdain
- Mathieu Amalric als Thomas Novacheck